# Nakhl-e Gol
Nakhl-e Gol (persiska: نَخلِ گُل) är en ort i Iran.   Den ligger i provinsen Hormozgan, i den sydöstra delen av landet, 1 100 km söder om huvudstaden Teheran. Nakhl-e Gol ligger 14 meter över havet och antalet invånare är 218.
Terrängen runt Nakhl-e Gol är platt. Havet är nära Nakhl-e Gol åt sydost.  Närmaste större samhälle är Qeshm, 18,5 km nordost om Nakhl-e Gol. Trakten runt Nakhl-e Gol är ofruktbar med lite eller ingen växtlighet.